# Cortinicara meridianus
Cortinicara meridianus es una especie de coleóptero de la familia Latridiidae.

## Distribución geográfica
Habita en Nueva Zelanda.